# Список серій аніме «Serial Experiments Lain»
У цій статті наведено список серій аніме-серіалу Serial Experiments Lain. В Японії серіал виходив в період з 6 липня до 28 вересня 1998 року на каналі TV Tokyo. Серіал складається з 13 серій (так званих «рівнів») по 24 хвилини кожна, за винятком шостої серії, Kids (23 хвилини 14 секунд). В Японії він був випущений на LD, VHS та DVD, загалом у п'яти томах. DVD-компіляція під назвою Serial Experiments Lain DVD-BOX Яesurrection була випущена разом з промо DVD під назвою LPR-309 у 2000 році. Потім у 2005 році було здійснено перевидання під назвою Serial Experiments Lain TV-BOX. У США 4 DVD-томи були випущені компанією Pioneer/Geneon. У грудні 2009 року аніме вийшло на Blu-ray під назвою Serial Experiments Lain Blu-ray Box| RESTORE.

## Список серій
| № серії | Назва серії                     | Режисер(и)      | Сценарист(и)    | Оригінальна дата виходу |
| --- | ------------------------------- | --------------- | --------------- | ----------------------- |
| 1 | «Дивно» «Weird»                 | Рютаро Накамура | Рютаро Накамура | 6 липня 1998            |
| Пізно вночі учениця середньої школи Чіса Йомода вкорочує собі віку, стрибнувши з даху. Тиждень потому учні з її школи отримують електронні листи від її імені, в яких стверджується, що вона лише відмовилася від свого тіла, але насправді все ще жива у віртуальному світі (відомому як Дріт), і стверджує, що там існує Бог. Отримавши одного з таких листів, чотирнадцятирічна Лейн Івакура починає більше цікавитися комп'ютерами та просить свого батька Ясуо Івакуру купити їй нову комп'ютерну систему NAVI. У школі на дошці з'являється підсвідоме повідомлення, що запрошує Лейн увійти до Дроту, яке має підпис «Чіса». |                                 |                 |                 |                         |
| 2 | «Дівчата» «Girls»               | Рютаро Накамура | Рютаро Накамура | 13 липня 1998           |
| У техно-клубі «Кіберія» чоловік купує нанонаркотик під назвою «Аксела». Аліса Мідзукі разом зі своїми подругами Джулі Като та Рейкою Ямамото розповідають Лейн, що бачили її під час свого візиту до Кіберії, але в набагато більш енергійному вигляді. Вдома Лейн просить батька налаштувати комп'ютерну систему NAVI та пізніше приєднується до Аліси в Кіберії тієї ночі, щоб довести, що вона не була там раніше. Вона стає свідком стрілянини в клубі, яку влаштував той самий чоловік. Вона моторошно розповідає чоловікові, що всі пов'язані у Дроті, незалежно від того, де вони перебувають. Після цього він застрелюється. |                                 |                 |                 |                         |
| 3 | «Психо» «Psyche»                | Мацуура Йохеї   | Рютаро Накамура | 20 липня 1998           |
| Наступного дня Лейн сварить її мати, Міхо Івакура, за те, що вона пізно прокинулася. Лейн підозрює, що за нею стежать, коли бачить чорну машину, припарковану біля її будинку. Вона також чує голос, який кличе її, коли вона заходить у потяг, і каже їй, що вона не одна. Їй анонімно надсилають загадковий комп'ютерний чіп Психо, і вона вирушає до Таро та його друзів Мю-Мю і Масаюкі в Кіберію. Він згадує, що бачив Лейн у Дроті, відзначаючи, що там її особистість є повною протилежністю її інтровертній особистості в реальному світі. Міка Івакура, старша сестра Лейн, заглядає до кімнати Лейн і бачить, як вона модифікує свою комп'ютерну систему NAVI. |                                 |                 |                 |                         |
| 4 | «Релігія» «Religion»            | Нішіяма Акіхіко | Рютаро Накамура | 27 липня 1998           |
| Школою та Дротом ширяться чутки про численні самогубства учнів різних середніх шкіл, причому кожен із них грав у онлайн-гру Phantoma. Зацікавившись, Лейн проводить розслідування і з'ясовує, що в гру була вмонтована дитяча гра у квача, в якій маленька дівчинка до смерті лякає школярів. Найімовірніше, смерті були спричинені таємною хакерською групою, відомою як Лицарі Східного Числення. Тієї ночі вона бачить чоловіків у чорному, які раніше шпигували за нею. Коли вона їх проганяє, звукова хвиля проникає крізь вікно, змушуючи їх відступити та поїхати геть на своєму автомобілі. |                                 |                 |                 |                         |
| 5 | «Викривлення» «Distortion»      | Мурата Масахіко | Мурата Масахіко | 3 серпня 1998           |
| На тлі подій у Токіо, де зламали систему передачі інформації про дорожній рух, щоб спровокувати аварії, Лейн переживає низку галюцинацій, які розкривають їй природу Дроту у відношенні до реального світу через неживі предмети в її кімнаті та, зрештою, її батьків. Тим часом Лицарі доводять Міку до божевілля, щоб «виконати пророцтво». |                                 |                 |                 |                         |
| 6 | «Діти» «Kids»                   | Рютаро Накамура | Рютаро Накамура | 10 серпня 1998          |
| Вночі, коли Ясуо заглянув до Лейн, він помітив кардинальні зміни в облаштуванні її кімнати та оновлену комп'ютерну систему NAVI, що викликало у нього занепокоєння. Наступного дня Лейн разом з Алісою, Джулі та Рейкою гуляє в районі, вона помічає, що діти дивляться в небо і здіймають руки, а потім розуміє, що вони дивляться на її зображення, яке з'явилося в небі. Лейн шукає причину дивних явищ і знаходить професора Ходжесона, творця KIDS — експерименту, який розпочався п'ятнадцять років тому, коли він намагався зібрати псі-енергію дітей та зберегти її. Під час цього експерименту діти загинули. Тепер здається, що Лицарі заволоділи його результатами. Коли чоловіки в чорному повертаються, Лейн виходить на вулицю, щоб поговорити з ними. Система охолодження в її кімнаті вибухає, і чоловіки в чорному висловлюють здогадку, що Лицарі встановили вірус у її системі охолодження. |                                 |                 |                 |                         |
| 7 | «Суспільство» «Society»         | Мацуура Йохеї   | Рютаро Накамура | 17 серпня 1998          |
| У міру того, як Лейн все більше і більше занурюється у світ Дроту, як вдома, так і в школі, Аліса починає турбуватися про те, що вона знову закривається. Повідомляється, що Лицарі зламали брандмауер центру управління інформацією Дроту. Коли активність Лицарів починає спливати на поверхню, у мережі починають масово обговорювати Лейн. Чоловіки в чорному просять її піти за ними до офісу компанії Tachibana General Laboratories, де Офісний працівник, на якого вони працюють, після того, як Лейн допомогла йому полагодити комп'ютер, показує її друге альтер его у Дроті, де вона вбиває божевільного чоловіка, який благає приєднатися до Лицарів. Після того, як Офісний працівник робить висновок, що Лейн у реальному світі та у Дроті — одна й та сама, він розпитує про її походження. Однак вона розгублюється, не в змозі дати жодної відповіді, а потім перемикається зі свого звичного боязкого образу на серйозний образ з Дроту, після чого покидає кімнату. |                                 |                 |                 |                         |
| 8 | «Чутки» «Rumors»                | Сігеру Уеда     | Рютаро Накамура | 24 серпня 1998          |
| Останнім часом сім'я Лейн поводиться дивно. Після подальшого розслідування Лейн не вірить, що вона всюдисуща у Дроті, а в реальному світі є лише тілом, більшою чи меншою мірою проекцією самої себе. У Дроті поширюються чутки про те, що Аліса має сексуальні фантазії щодо вчителя-чоловіка, а друга чутка стверджує, що Лейн поширила першу. Щоб впоратися з переживанням відторгнення, Лейн вперше діє безпосередньо на реальність, з'ясовуючи, що може «викреслити» подію з чуток. Альтер его з яскраво вираженою особистістю починає з'являтися все частіше, що змушує її поставити під сумнів власне існування. |                                 |                 |                 |                         |
| 9 | «Протокол» «Protocol»           | Нішіяма Акіхіко | Джінга Рокуро   | 31 серпня 1998          |
| Протягом усього епізоду демонструється довідкова інформація з «архівів». Згадується інформація про Розвельський інцидент, про групу Маджестік-12, до якої входили президент Гаррі Трумен, інженер Веннівер Буш, який розробив так званий мемекс, лікар Джон Ліллі, який проводив експерименти зі спілкуванням дельфінів, новатор Тед Нельсон, який заснував проект Xanadu, а також про резонанс Шумана, який пояснює, як людська свідомість може передаватися через мережу без використання пристроїв. Також зазначається, що чоловік, на ім'я Масамі Ейрі покінчив життя самогубством. У цей час Лейн отримує комп'ютерний мікрочип від Джей-Джея, диск-жокея з Кіберії. Потім вона запрошує Таро на «побачення» і приводить його до себе додому, де розпитує про мікрочіп. Злякавшись, він зізнається, що це комп'ютерний код, створений для руйнування людської пам'яті, і що його зробили Лицарі. Хоча він працює на них, однак визнає, що багато про їх не знає. Перед тим, як піти він цілує Лейн. |                                 |                 |                 |                         |
| 10 | «Любов» «Love»                  | Мурата Масахіко | Сато Такуя      | 7 вересня 1998          |
| Оскільки обидва помінялися тілами, Ейрі представляється Лейн як творець Сьомого протоколу і каже, що Лейн більше не потребує тіла, щоб бути живою. Коли вона, повернувшись у власне тіло, приходить додому, Ясуо прощається з нею після того, як зрозумів, що вона знає правду про своє походження. Ейрі вважається Богом Дроту, оскільки, як він стверджує, йому поклоняються Лицарі. Знаючи про це, Лейн розправляється з Лицарями раз і назавжди, зливаючи список усіх їхніх членів Дроту, залишаючи за собою шлейф убивств, скоєних чоловіками в чорному, і самогубств. Навіть коли Лицарі зникли, Ейрі продовжує стверджувати, що він є Богом Дроту, оскільки, за його словами, справжня Лейн існує у Дроті, а не в реальному світі. |                                 |                 |                 |                         |
| 11 | «Інфорнографія» «Infornography» | Мацуура Йохеї   | Рютаро Накамура | 14 вересня 1998         |
| Лейн лежить знесилена у своїй кімнаті, а коли прокидається, то бачить, що вся обмотана електричними дротами. У її кімнаті з'являється Ейрі та вітає її з тим, що їй вдалося завантажити свій NAVI у власний мозок, щоб бачити та чути все, що відбувається. Однак він попереджає про її «апаратні можливості» і про те, що вона є лише розумною та автономною комп'ютерною програмою з фізичним тілом у вигляді дівчини-підлітка. Пізніше Лейн з'являється до Аліси в її кімнаті, щоб знову залагодити з нею стосунки щодо неправдивих чуток. Лейн заявляє, що тепер все можливо, оскільки для вільного входу в Дріт більше не потрібні пристрої. Наступного дня, здається, ніхто не пам'ятає про інциденти, про які ходили чутки, і Лейн посміхається до Аліси. |                                 |                 |                 |                         |
| 12 | «Ландшафт» «Landscape»          | Рютаро Накамура | Рютаро Накамура | 21 вересня 1998         |
| Лейн стає свідком того, як межа між фізичним світом та Дротом нарешті починає руйнуватися. До чоловіків у чорному приходить Офісний працівник, який дає їм останню «оплату» за їхні послуги, велячи покинути місто якомога далі від ліній електропередач та супутникового покриття. Після його відходу обидва чоловіки в чорному помирають від того, що образ Лейн закарбувався в їхніх сітківках. Аліса приходить провідати Лейн у її кімнаті. Лейн пояснює, що насправді вона — комп'ютерна програма, покликана зруйнувати бар'єр між двома світами. Лейн все ще зациклена на тому, що людині більше не потрібне фізичне тіло, щоб залишатися живою, але Аліса показує, що її серцебиття доводить протилежне. Раптом Ейрі, якого Аліса спочатку не бачила, з'являється позаду Лейн, припускаючи, що її потрібно «налагодити». Лейн стверджує, що він був лише «виконувачем обов'язків бога», адже вона — справжня Богиня Дроту. Ейрі, прагнучи помсти, перетворюється на монструозну форму, щоб отримати безмежну владу і силу, якою вона володіє, але Лейн вдається розчавити Ейрі своїм електричним обладнанням, знищивши його назавжди. |                                 |                 |                 |                         |
| 13 | «Его» «Ego»                     | Рютаро Накамура | Рютаро Накамура | 28 вересня 1998         |
| Спроби Лейн захистити Алісу від нападу Ейрі призводять до її травмування. Щоб виправити це, Лейн вирішує зробити «заводське перезавантаження» свого життя, видаливши себе з пам'яті кожного. Збентежена цим, Лейн вирішує відкрити свою справжню форму та ідентичність і вдається до радикальних дій. Вона стикається зі своїм окремим сміливішим «я» з Дроту, яке нагадує їй, що Дріт не є верхнім шаром реального світу. Сміливіше «я» з Дроту запевняє її, що вона — справжня Богиня Дроту, кажучи, що вона — всемогутня і всюдисуща віртуальна істота, яка може бути де завгодно та лише спостерігати за реальним світом здалеку. Змусивши свою другу особистість зникнути, Лейн зустрічається зі своїм батьком. Аліса, тепер уже доросла, з чоловіком, помічає Лейн, яка стоїть на естакаді, відчуваючи певне дежавю щодо Лейн, але не впізнаючи, хто вона така, підходить до неї. На прощання Аліса каже, що, можливо, колись знову зустрінеться з Лейн. Лейн стверджує, що це правда, адже вона перебуває всюди одночасно. |                                 |                 |                 |                         |